# Kuba i olympiska sommarspelen 2000
Kuba deltog i de olympiska sommarspelen 2000 med en trupp bestående av 229 deltagare, 147 män och 82 kvinnor, och de tog totalt 29 medaljer.

## Medaljer

### Guld
- Guillermo Rigondeaux - Boxning, bantamvikt
- Mario Kindelán - Boxning, lättvikt
- Jorge Gutiérrez - Boxning, medelvikt
- Félix Savón - Boxning, tungvikt
- Feliberto Ascuy - Brottning, grekisk-romersk stil 69 kg
- Anier García - Friidrott, 110 m häck
- Iván Pedroso - Friidrott, längdhopp
- Legna Verdecia - Judo, medellättvikt 52 kg
- Sibelis Veranes - Judo, medelvikt 70 kg
- Ángel Matos - Taekwondo, medelvikt
- Volleybollandslaget damer (Taimarys Aguero, Zoila Barros, Regla Bell, Marlenis Costa, Ana Fernández, Mirka Francia, Idalmis Gato, Lilia Izquierdo, Mireya Luis, Yumilka Ruiz, Martha Sánchez och Regla Torres)

### Silver
- Basebollandslaget herrar (Omar Ajete, Yovany Aragón, Miguel Caldés, Danel Castro, José Contreras, Yobal Dueñas, Yasser Gómez, José Ibar, Orestes Kindelán, Pedro Luis Lazo, Omar Linares, Oscar Macías, Juan Manrique, Javier Méndez, Rolando Meriño, Germán Mesa, Antonio Pacheco, Ariel Pestano, Gabriel Pierre, Maels Rodríguez, Antonio Scull, Luis Ulacia, Lázaro Valle och Norge Luis Vera)
- Lázaro Rivas - Brottning, grekisk-romersk stil 54 kg
- Juan Marén - Brottning, grekisk-romersk stil 63 kg
- Yoel Romero - Brottning, fristil 85 kg
- Javier Sotomayor - Friidrott, höjdhopp
- Yoel García - Friidrott, tresteg
- Driulis González - Judo, lättvikt 57 kg
- Daima Beltrán - Judo, tungvikt +78 kg
- Ledis Balceiro - Kanotsport, C-1 1000 meter
- Leobaldo Pereira och Ibrahim Rojas - Kanotsport, C-2 1000 meter
- Urbia Melendez - Taekwondo, flugvikt

### Brons
- Maikro Romero - Boxning, lätt flugvikt
- Diógenes Luña - Boxning, lätt weltervikt
- Alexis Rodríguez - Brottning, fristil 130 kg
- José Ángel César, Iván García, Freddy Mayola och Luis Alberto Pérez-Rionda - Friidrott, 4 x 100 m
- Osleidys Menéndez - Friidrott, spjutkastning
- Nelson Loyola, Candido Alberto Maya, Carlos Pedroso och Iván Trevejo - Fäktning, värja, lag
- Manolo Poulot - Judo, lätt lättvikt 60 kg

## Baseboll
I gruppspelet mötte alla lag varandra och de fyra bästa lagen (Kuba, USA, Sydkorea och Japan) gick vidare. 
| Nation        | Segrar | Förluster | Tiebreaker |
| ------------- | ------ | --------- | ---------- |
| Kuba          | 6      | 1         | 1-0        |
| USA           | 6      | 1         | 0-1        |
| Sydkorea      | 4      | 3         | 1-0        |
| Japan         | 4      | 3         | 1-0        |
| Nederländerna | 3      | 4         |            |
| Italien       | 2      | 5         | 1-0        |
| Australien    | 2      | 5         | 0-1        |
| Sydafrika     | 1      | 6         |            |

Slutspel
|  | Semifinaler  | Semifinaler |   |  | Final        | Final |  |
|  |              |             |   |  |              |       |  |
|  | 26 september |             |   |  |              |       |  |
|  | Kuba         | 3           |   |  |              |       |  |
|  | Japan        | 0           |   |  |              |       |  |
|  |              |             |   |  |              |       |  |
|  |              |             |   |  | 27 september |       |  |
|  |              |             |   |  | Kuba         | 0     |  |
|  |              | USA         | 4 |  |              |       |  |
|  |              |             |   |  |              |       |  |
|  |              |             |   |  |              |       |  |
|  |              |             |   |  |              |       |  |
|  | 26 september |             |   |  |              |       |  |
|  | USA          | 3           |   |  |              |       |  |
|  | Sydkorea     | 2           |   |  |              |       |  |

## Basket
Damer
Gruppspel
| Lag         | Vinster | Förluster | PF  | PA  | Poäng |
| ----------- | ------- | --------- | --- | --- | ----- |
| USA         | 5       | 0         | 446 | 312 | 10    |
| Ryssland    | 3       | 2         | 398 | 325 | 8     |
| Sydkorea    | 3       | 2         | 343 | 296 | 8     |
| Polen       | 3       | 2         | 327 | 339 | 8     |
| Kuba        | 1       | 4         | 318 | 358 | 6     |
| Nya Zeeland | 0       | 5         | 304 | 396 | 5     |

## Boxning
Lätt flugvikt
- Maikro Romero →  Brons
  - Omgång 1 — besegrade Luis Bustamante från Venezueala
  - Omgång 2 — besegrade Velicu Marian från Rumänien
  - Kvartsfinal — besegrade Valeriy Sydorenko från Ukraina
  - Semifinal — förlorade mot Brahim Asloum från Frankrike

Flugvikt
- Manuel Mantilla
  - Omgång 1 — besegrade Tai-Kyu Kim från Sydkorea
  - Omgång 2 — besegrade Bogdan Dobrescu från Rumänien
  - Kvartsfinal — förlorade mot Wijan Ponlid från Thailand (gick inte vidare)

Bantamvikt
- Guillermo Rigondeaux →  Guld
  - Omgång 1 — besegrade Moez Zemzeni från Tunisien
  - Omgång 2 — besegrade Kazumasa Tsujimoto från Japan
  - Kvartsfinal — besegrade Agasi Agaguloglu från Turkiet
  - Semifinal — besegrade Clarence Vinson från USA
  - Final — besegrade Raimkul Malakhbekov från Ryssland

Fjädervikt
- Yosvani Aguilera
  - Omgång 1 — besegrade Hidehiko Tsukamoto från Japan
  - Omgång 2 — besegrade Juri Mladenov från Bulgarien
  - Kvartsfinal — förlorade mot Kamil Djamaloudinov från Ryssland (gick inte vidare)

Lättvikt
- Mario César Kindelán →  Guld
  - Omgång 1 — bye
  - Omgång 2 — besegrade Phongsit Wiangviset från Thailand
  - Kvartsfinal — besegrade Tigkran Ouzlian från Grekland
  - Semifinal — besegrade Alexandr Maletin från Ryssland
  - Final — besegrade Andriy Kotelnyk från Ukraina

Lätt weltervikt
- Diógenes Luña →  Brons
  - Omgång 1 — bye
  - Omgång 2 — besegrade Willy Blain från France
  - Kvartsfinal — besegrade Saleh Abdelbary Abdel Maksoud från Egypten
  - Semifinal — förlorade mot Ricardo Williams från USA

Weltervikt
- Roberto Guerra Rivera
  - Omgång 1 — besegrade Ellis Chibuye från Zambia
  - Omgång 2 — förlorade mot Dorel Simon från Rumänien (→ gick inte vidare)

Lätt mellanvikt
- Juan Hernández Sierra
  - Omgång 1 — besegrade Stephane Nzue Mba från Gabon
  - Omgång 2 — besegrade Mohamed Marmouri från Tunisien
  - Kvartsfinal — förlorade mot Yermakhan Ibraimov från Kazakstan (→ gick inte vidare)

Mellanvikt
- Jorge Gutiérrez →  Guld
  - Omgång 1 — besegrade Somchai Cimlum från Thailand
  - Omgång 2 — besegrade Antonios Giannoulas från Grekland
  - Kvartsfinal — besegrade Adrian Diaconu från Rumänien
  - Semifinal — besegrade Vugar Alekperov från Azerbajdzjan
  - Final — besegrade Gaidarbek Gaidarbekov från Ryssland

Lätt tungvikt
- Isael Alvarez
  - Omgång 1 — besegrade Giacobbe Fragomeni från Italien
  - Omgång 2 — förlorade mot Olzhas Orazaliyev från Kazakstan (→ gick inte vidare)

Tungvikt
- Félix Savón →  Guld
  - Omgång 1 — bye
  - Omgång 2 — besegrade Rasmus Ojemaye från Nigeria
  - Kvartsfinal — besegrade Michael Bennett från USA
  - Semifinal — besegrade Sebastian Kober från Tyskland
  - Final — besegrade Sultanahmed Ibzagimov från Ryssland

Supertungvikt
- Alexis Rubalcaba
  - Omgång 1 — bye
  - Omgång 2 — besegrade Cengiz Koç från Tyskland
  - Kvartsfinal — förlorade mot Mukhtarkhan Dildabekov från Kazakstan (→ gick inte vidare)

## Bågskytte
| Herrarnas individuella |               |                              |              |                     |                              |                     |
|                        | Arias Ismely  | Arias Ismely                 | Arias Ismely | Juan Carlos Stevens | Juan Carlos Stevens          | Juan Carlos Stevens |
| Sextondelsfinal        | Besegrade     | Igor Parkhomenko Ukraina     | 164–160      | Förlorade mot       | Simon Fairweather Australien | 170–161             |
| Åttondelsfinal         | Besegrade     | Simon Needham Storbritannien | 164–164      | -                   | -                            | -                   |
| Kvartsfinal            | Förlorade mot | Simon Fairweather Australien | 167–163      | -                   | -                            | -                   |

| Damernas individuella |                    |                    |                    |                  |                        |                  |
|                       | Yaremis Perez Ruiz | Yaremis Perez Ruiz | Yaremis Perez Ruiz | Edisbel Martinez | Edisbel Martinez       | Edisbel Martinez |
| Sextondelsfinal       | Besegrade          | Hui Yu Kina        | 159–155            | Förlorade mot    | Petra Ericsson Sverige | 154–146          |
| Åttondelsfinal        | Förlorade mot      | Karen Scavotto USA | 158–155            | -                | -                      | -                |

## Cykling

### Landsväg
Herrarnas linjelopp
- Pedro Pablo Perez
  - Final — 5:52:48 (→ 9:e plats)

Damernas linjelopp
- Dania Perez
  - Final — 3:28:28 (46:e plats)

- Yoanka González
  - Final — DNF

### Bana
Herrarnas sprint
- Julio César Herrera
  - Kval — 10.893
  - Återkval — 3:e plats — heat 2
  - First round — förlorade mot Laurent Gané från Frankrike

Herrarnas tempolopp
- Julio César Herrera
  - Final — 01:05.537 (10:e plats)

## Friidrott
Herrarnas 100 meter
- Freddy Mayola
  - Omgång 1 — 10.33
  - Omgång 2 — 10.35 (→ gick inte vidare)

Herrarnas 110 meter häck
- Anier García
  - Omgång 1 — 13.60
  - Omgång 2 — 13.53
  - Semifinal — 13.16
  - Final — 13.00 (→  Guld)

Herrarnas 110 meter häck
- Yoel Hernandez
  - Omgång 1 — 13.53
  - Omgång 2 — 13.40
  - Semifinal — 13.41 (→ gick inte vidare)

Herrarnas 4 x 100 meter stafett
- José Ángel César, Ivan García, Freddy Mayola och Luis Alberto Pérez-Rionda
  - Omgång 1 — 38.74
  - Semifinal — 38.16
  - Final — 38.04 (→  Brons)

Herrarnas kulstötning
- Alexis Paumier
  - Kval — 18.31 (→ gick inte vidare)

Herrarnas diskuskastning
- Alexis Elizalde
  - Kval — 61.13 (→ gick inte vidare)

- Frank Casañas
  - Kval — 60.84 (→ gick inte vidare)

Herrarnas spjutkastning
- Isbel Luaces
  - Kval — 75.17 (→ gick inte vidare)

- Emeterio González
  - Kval — 82.64
  - Final — 83.33 (→ 8:e plats)

Herrarnas längdhopp
- Iván Pedroso
  - Kval — 8.32
  - Final — 8.55 (→  Guld)

Herrarnas längdhopp
- Luis Meliz
  - Kval — 8.21
  - Final — 8.08 (→ 7:e plats)

Herrarnas tresteg
- Yoel García
  - Kval — 17.08
  - Final — 17.47 (→  Silver)

- Yoelbi Quesada
  - Kval — 17.03
  - Final — 17.37 (→ 4:e plats)

- Michael Calvo
  - Kval — 16.30 (→ gick inte vidare)

Herrarnas höjdhopp
- Javier Sotomayor
  - Kval — 2.27
  - Final — 2.32 (→  Silver)

Herrarnas tiokamp
- Raul Duany
  - 100 m — 11.09
  - Längd — 7.33
  - Kula — 13.34
  - Höjd — 2.06
  - 400 m — 49.73
  - 100 m häck — 14.44
  - Diskus — 41.17
  - Stav — 4.60
  - Spjut — 64.31
  - 1,500 m — 04:29.68
  - Poäng — 8054.00 (→ 15:e plats)

- Eugenio Balanque
  - 100 m — 10.87
  - Längd — 6.19
  - Kula — 14.90
  - Höjd — 1.94
  - 400 m — 48.23
  - 100 m häck — 14.36
  - Diskus — 46.56
  - Stav — NM
  - Spjut — DNS

Damernas 800 meter
- Zulia Calatayud
  - Omgång 1 — 02:00.18
  - Semifinal — 01:59.30
  - Final — 01:58.66 (→ 6:e plats)

Damernas 100 meter häck
- Aliuska López
  - Omgång 1 — 12.97
  - Omgång 2 — 12.92
  - Semifinal — 12.90
  - Final — 12.83 (→ 5:e plats)

Damernas 400 meter häck
- Daimi Pernia
  - Omgång 1 — 55.53
  - Semifinal — 54.92
  - Final — 53.68 (→ 4:e plats)

Damernas 4 x 400 meter stafett
- Idalmis Bonne, Zulia Calatayud, Julia Duporty och Daimi Pernia
  - Omgång 1 — 03:25.22
  - Final — 03:29.47 (→ 8:e plats)

Damernas kulstötning
- Yumileidi Cumba
  - Kval — 18.42 (→ gick inte vidare)

Damernas spjutkastning
- Osleidys Menéndez
  - Kval — 67.34
  - Final — 66.18 (→  Brons)

- Sonia Bisset
  - Kval — 60.09
  - Final — 63.26 (→ 5:e plats)

- Xiomara Rivero
  - Kval — 61.89
  - Final — 62.92 (→ 6:e plats)

Damernas släggkastning
- Yipsi Moreno
  - Kval — 65.74
  - Final — 68.33 (→ 4:e plats)

Damernas längdhopp
- Lissette Cuza
  - Kval — 6.25 (→ gick inte vidare)

Damernas tresteg
- Yamile Aldama
  - Kval — 14.27
  - Final — 14.30 (→ 4:e plats)

Damernas höjdhopp
- Ioamnet Quintero
  - Kval — 1.92 (→ gick inte vidare)

Damernas sjukamp
- Magalys Garcia
  - 100 m häck — 13.46
  - Höjd — 1.66
  - Kula — 13.29
  - 200 m — 24.58
  - Längd — 5.97
  - Spjut — 45.43
  - 800 m — 02:19.64
  - Poäng — 6054 (→ 11:e plats)

## Fäktning
Herrarnas florett
- Elvis Gregory
- Rolando Tucker
- Oscar García

Damernas florett, lag
- Elvis Gregory, Oscar García, Rolando Tucker

Herrarnas värja
- Iván Trevejo
- Carlos Pedroso
- Nelson Loyola

Damernas värja, lag
- Carlos Pedroso, Iván Trevejo, Nelson Loyola

Herrarnas sabel
- Cándido Maya

Damernas florett
- Migsey Dussu

Damernas värja
- Zuleydis Ortíz
- Mirayda García
- Tamara Esteri

Damernas värja, lag
- Tamara Esteri, Zuleydis Ortíz, Mirayda García

## Handboll
Herrar
Gruppspel
| Lag         | Pld | W | D | L | GF  | GA  | GD  | Poäng |
| ----------- | --- | - | - | - | --- | --- | --- | ----- |
| Ryssland    | 5   | 4 | 0 | 1 | 129 | 121 | +8  | 8     |
| Tyskland    | 5   | 3 | 1 | 1 | 128 | 113 | +15 | 7     |
| Jugoslavien | 5   | 3 | 0 | 2 | 130 | 127 | +3  | 6     |
| Egypten     | 5   | 3 | 0 | 2 | 122 | 115 | +7  | 6     |
| Sydkorea    | 5   | 1 | 1 | 3 | 128 | 131 | –3  | 3     |
| Kuba        | 5   | 0 | 0 | 5 | 128 | 158 | –30 | 0     |

## Judo
Herrarnas extra lättvikt (-60 kg)
- Manolo Poulot

Herrarnas halv lättvikt (-66 kg)
- Yordanis Arencibia

Herrarnas lättvikt (-73 kg)
- Hector Lombard

Herrarnas halv mellanvikt (-81 kg)
- Gabriel Arteaga

Herrarnas mellanvikt (-90 kg)
- Yosvany Despaigne

Herrarnas halv tungvikt (-100 kg)
- Yosvani Kessel

Herrarnas tungvikt (+100 kg)
- Angel Sánchez

Damernas extra lättvikt (-48 kg)
- Amarilys Savón

Damernas halv lättvikt (-52 kg)
- Legna Verdecia

Damernas lättvikt (-57 kg)
- Driulys González

Damernas halv mellanvikt (-63 kg)
- Kenia Rodríguez

Damernas mellanvikt (-70 kg)
- Sibelis Veranes

Damernas halv tungvikt (-78 kg)
- Diadenys Luña

Damernas tungvikt (+78 kg)
- Daima Beltrán

## Kanotsport
Sprint
Herrarnas C-1 500 m
- Ledys Frank Balceiro
  - Kvalheat — 01:51,918
  - Semifinal — bye
  - Final — 02:32,299 (→ 6:e plats)

Herrarnas C-1 1000 m
- Ledys Frank Balceiro
  - Kvalheat — 03:55,120
  - Semifinal — bye
  - Final — 03:56,071 (→  Silver)

Herrarnas C-2 500 m
- Leobaldo Pereira och Ibrahin Rojas
  - Kvalheat — 01:42,180
  - Semifinal — bye
  - Final — 02:17,126 (9:e plats)

Herrarnas C-2 1000 m
- Leobaldo Pereira och Ibrahin Rojas
  - Kvalheat — 03:38,978
  - Semifinal — bye
  - Final — 03:38,753 (→  Silver)

## Rodd
Herrarnas dubbelsculler
- Yoennis Hernández och Yosbel Martínez

Herrarnas scullerfyra
- Leonides Samé, Eusebio Acea, Yoennis Hernández och Yosbel Martínez

Herrarnas lättvikts-dubbelsculler
- Raúl León och Osmani Martín

Damernas singelsculler
- Mayra González

Damernas lättvikts-dubbelsculler
- Marlenis Mesa och Dailin Taset

## Segling
Mistral
- Anayansi Perez
  - Lopp 1 —  26
  - Lopp 2 —  (28)
  - Lopp 3 —  19
  - Lopp 4 —  23
  - Lopp 5 —  27
  - Lopp 6 —  24
  - Lopp 7 —  27
  - Lopp 8 —  27
  - Lopp 9 —  (28)
  - Lopp 10 —  27
  - Lopp 11 —  26
  - Final —  226  (27:e plats)

Laser
- Jose Urbay
  - Lopp 1 —  32
  - Lopp 2 —  14
  - Lopp 3 —  (37)
  - Lopp 4 —  27
  - Lopp 5 —  37
  - Lopp 6 —  31
  - Lopp 7 —  35
  - Lopp 8 —  22
  - Lopp 9 —  (44) OCS
  - Lopp 10 —  35
  - Lopp 11 —  26
  - Final —  259  (35:e plats)

## Simhopp
Herrarnas 3 m
- Erick Fornaris
  - Kval — 313,86 (→ gick inte vidare, 37:e plats)

Herrarnas 3 m
- Yoendris Salazar
  - Kval — 377,58
  - Semifinal — 197,52 — 575,1 (→ gick inte vidare, 18:e plats)

Herrarnas 10 m
- Jesus-Iory Aballi
  - Kval — 368,34 (→ gick inte vidare, 22:a plats)

Herrarnas 10 m
- José Guerra
  - Kval — 403,14
  - Semifinal — 181,65 — 584,79 (→ gick inte vidare, 14:e plats)

Damernas 3 m
- Iohana Cruz
  - Kval — 239,97 (→ gick inte vidare, 24:e plats)

Damernas 10 m
- Yolanda Ortiz
  - Kval — 231,63 (→ gick inte vidare, 31:a plats)

## Softboll
Grundomgång
|             | Spelade | Vunna | Förlorade | RF | RA | Procent |
| ----------- | ------- | ----- | --------- | -- | -- | ------- |
| Japan       | 7       | 7     | 0         | 18 | 7  | 1,000   |
| Australien  | 7       | 6     | 1         | 22 | 5  | 0,857   |
| Kina        | 7       | 5     | 2         | 26 | 4  | 0,714   |
| USA         | 7       | 4     | 3         | 19 | 6  | 0,571   |
| Italien     | 7       | 2     | 5         | 3  | 27 | 0,286   |
| Nya Zeeland | 7       | 2     | 5         | 12 | 22 | 0,286   |
| Kuba        | 7       | 1     | 6         | 6  | 30 | 0,143   |
| Kanada      | 7       | 1     | 6         | 13 | 18 | 0,143   |